# Santa Maria la Longa
Santa Maria la Longa – miejscowość i gmina we Włoszech, w regionie Friuli-Wenecja Julijska, w prowincji Udine.
Według danych na rok 2004 gminę zamieszkiwało 2312 osób, 121,7 os./km².